# Chapman (Kansas)
Chapman è una città degli Stati Uniti d'America della contea di Dickinson nello Stato del Kansas.

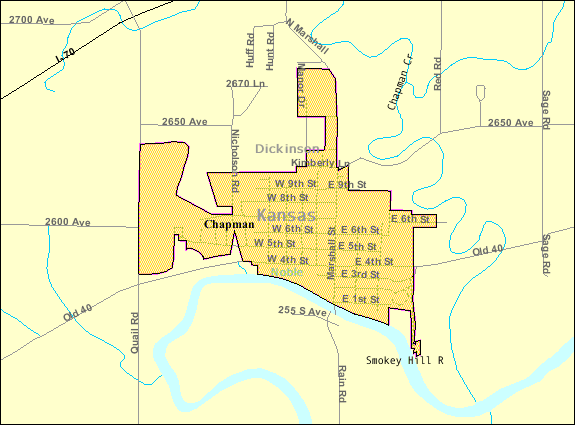
dettaglio planimetrico della città